# Драй-Гофе
Драй-Гофе (нім. Drei Höfe) — громада  в Швейцарії в кантоні Золотурн, округ Вассерамт.

## Географія
Громада розташована на відстані близько 28 км на північний схід від Берна, 10 км на південний схід від Золотурна.
Драй-Гофе має площу 4,6 км², з яких на 7,7% дозволяється будівництво (житлове та будівництво доріг), 57,1% використовуються в сільськогосподарських цілях, 34,6% зайнято лісами, 0,7% не є продуктивними (річки, льодовики або гори).

## Демографія
2019 року в громаді мешкало 740 осіб (+0,3% порівняно з 2010 роком), іноземців було 6,4%. Густота населення становила 162 осіб/км².
За віковим діапазоном населення розподілялося таким чином: 17,6% — особи молодші 20 років, 65,4% — особи у віці 20—64 років, 17% — особи у віці 65 років та старші. Було 313 помешкань (у середньому 2,4 особи в помешканні).
Із загальної кількості 79 працюючих 26 було зайнятих в первинному секторі, 11 — в обробній промисловості, 42 — в галузі послуг.